# Jonathan Davies (rugby)
Pour les articles homonymes, voir Jonathan Davies et Davies.
Pas d'image ? Cliquez ici

a Compétitions nationales et continentales officielles uniquement.

b Matchs officiels uniquement.
Jonathan Davies, né le 24 octobre 1962, est un joueur de rugby à XIII et rugby à XV gallois. Il commence sa carrière au rugby à XV à Neath puis devient international gallois. Après une défaite infamante contre la Roumanie dont on le rend responsable, il rejoint la ligue anglaise professionnelle de rugby à XIII chez les Widnes Vikings. Il devient international de rugby à XIII, pour la Grande-Bretagne et le pays de Galles. Il évolue également dans la ligue australienne avec les Canterbury Bulldogs. Avec le passage du rugby à XV dans le monde professionnel, il rejoint Cardiff, club avec qui il finit sa carrière, redevenant à nouveau international de rugby à XV. Actuellement, il commente des matchs de rugby pour la chaine de télévision publique de la BBC.

## Carrière sportive
Jonathan Davies quitte l'école pour à l'âge de 17 ans pour devenir apprenti peintre et décorateur. Joueur de rugby à XV dans le club de Trimsaran RFC, il quitte ce dernier pour Neath. Après 35 matchs sous ses nouvelles couleurs, ce demi d'ouverture devient international gallois et fait ses débuts contre l'Angleterre à l'Arms Park. Auteur d'un essai et d'un drop, Davies est élu homme du match. Ensuite, Davies part jouer pour Llanelli. Lors de la Coupe du monde 1987, son influence dans la conquête de la troisième place est considérable. En 1988, Davies est accusé par les médias locaux d'être le responsable de la défaite galloise contre la Roumanie. Il décide alors de quitter le rugby à XV pour le rugby à XIII et signe à Widnes pour un montant de 225 000 livres.
Davies s'adapte très vite à ce nouveau code et devient international britannique. En 1991, profitant de l'inter-saison en Angleterre, il fait une pige dans le championnat australien. En 1993, Widnes connait des difficultés financières, de ce fait Davies part chez le voisin de Warrington. En 1994, il est élu meilleur joueur du championnat anglais, en remportant le Man of Steel Award. L'année suivante, il joue neuf matchs avec les North Queensland Cowboys dans le championnat australien. Lors demi-finale de la Coupe du monde de rugby à XIII 1995 opposant le pays de Galles à l'Angleterre, il dispute son dernier match de rugby à XIII. Avec le passage du rugby à XV dans le monde professionnel, il rejoint Cardiff, où il finit sa carrière, redevenant à nouveau international de rugby à XV, mais en ayant du mal à se réadapter à ce code. Lors d'une émission de télévision, un animateur lui demande quel est le plus grand changement depuis qu'il est retourné au rugby à XV et Davies lui répond : « C'est la première fois que j'ai froid depuis sept ans. Je n'ai jamais eu froid en jouant au rugby à XIII ».
La presse « quinziste  » française n'a pas hésité à attribuer cette difficulté de réadaptation au rugby à XIII lui même ; ainsi, Jérôme Prévôt  écrit dans Rugbyrama que Jonathan Davis n'a jamais retrouvé « son lustre d'antan »  et conclut : « C'est Mozart que le XIII avait assassiné ».